# I Ratti Della Sabina
I ratti della Sabina fue un grupo Folk rock italiano que estuvo en activo desde 1996 hasta 2010.

## Historia
El grupo I ratti della sabina son de la provincia de Rieti de la región de Lazio. El nombre del grupo deriva de la historia "Rapto de las sabinas" (en italiano: "Ratto delle Sabine") ocurrido en la provincia de Rieti en Sabinia, con un juego de palabras (la palabra "ratti", en italiano, significa también  "ratones"). El logotipo del grupo es una silueta de una rata negra de cola larga dentro de un triángulo rojo.
En el 2007 publican ...sotto il cielo del tendone, el primer disco en vivo. Este trabajo es la grabación del concierto en Roma el 24 de marzo de 2007.
El 8 de mayo de 2009 lanzan Va tutto bene; es el sexto trabajo del grupo en estudio.

## Miembros
- Roberto Billi - Voz, flauta travesera, flauta dulce, armónica, guitarra acústica
- Stefano Fiori -Voz, órgano, guitarra acústica
- Eugenio Lupi - guitarra eléctrica
- Valerio Manelfi - Bajo
- Alessandro Monzi - Violín
- Alberto Ricci - acordeón
- Carlo Ferretti - batería, piano
- Paolo Masci - mandolina, bajo, bouzouki, dobro

## Discografía
- 1998 (2004) - Acqua e terra
- 2001 - Cantiecontrocantincantina
- 2003 - Circobirò
- 2006 - A passo lento
- 2007 - ... sotto il cielo del tendone
- 2009 - Va tutto bene